# Takasaki Hiroyuki
Hiroyuki Takasaki (高崎 寛之 Takasaki Hiroyuki, sinh ngày 17 tháng 3 năm 1986) là một cầu thủ bóng đá người Nhật Bản hiện tại thi đấu cho Matsumoto Yamaga theo dạng cho mượn từ Kashima Antlers.

## Thống kê sự nghiệp câu lạc bộ
Cập nhật đến ngày 23 tháng 2 năm 2018.
| Câu lạc bộ          | Mùa giải            | Giải vô địch | Giải vô địch | Cúp Hoàng đế Nhật Bản | Cúp Hoàng đế Nhật Bản | J. League Cup | J. League Cup | AFC     | AFC       | Khác1   | Khác1     | Tổng    | Tổng      |
| Câu lạc bộ          | Mùa giải            | Số trận      | Bàn thắng    | Số trận               | Bàn thắng             | Số trận       | Bàn thắng     | Số trận | Bàn thắng | Số trận | Bàn thắng | Số trận | Bàn thắng |
| ------------------- | ------------------- | ------------ | ------------ | --------------------- | --------------------- | ------------- | ------------- | ------- | --------- | ------- | --------- | ------- | --------- |
| Urawa Red Diamonds  | 2008                | 2            | 0            | 0                     | 0                     | 3             | 0             | 0       | 0         | –       | –         | 5       | 0         |
| Mito HollyHock      | 2009                | 46           | 19           | 0                     | 0                     | –             | –             | –       | –         | –       | –         | 46      | 19        |
| Urawa Red Diamonds  | 2010                | 5            | 1            | 2                     | 1                     | 3             | 0             | –       | –         | –       | –         | 10      | 2         |
| Urawa Red Diamonds  | 2011                | 15           | 2            | 3                     | 1                     | 3             | 0             | –       | –         | –       | –         | 21      | 3         |
| Ventforet Kofu      | 2012                | 27           | 5            | 1                     | 0                     | –             | –             | –       | –         | –       | –         | 28      | 5         |
| Tokushima Vortis    | 2013                | 25           | 2            | 1                     | 0                     | –             | –             | –       | –         | 2       | 0         | 28      | 2         |
| Tokushima Vortis    | 2014                | 30           | 7            | 0                     | 0                     | 3             | 0             | –       | –         | –       | –         | 33      | 7         |
| Kashima Antlers     | 2015                | 13           | 0            | –                     | –                     | –             | –             | 6       | 2         | –       | –         | 19      | 2         |
| Montedio Yamagata   | 2015                | 9            | 0            | 2                     | 2                     | –             | –             | –       | –         | –       | –         | 11      | 2         |
| Matsumoto Yamaga    | 2016                | 37           | 16           | 1                     | 1                     | –             | –             | –       | –         | 1       | 0         | 39      | 17        |
| Matsumoto Yamaga    | 2017                | 41           | 19           | 1                     | 0                     | –             | –             | –       | –         | –       | –         | 42      | 19        |
| Tổng cộng sự nghiệp | Tổng cộng sự nghiệp | 250          | 71           | 11                    | 5                     | 12            | 0             | 6       | 2         | 3       | 0         | 282     | 76        |

1Includes J2 Playoffs.